# 紫堇
紫堇（学名：Corydalis edulis）出自《图经本草》，又名蝎子花、麦黄草、断肠草、闷头花（四川、陕西、秦岭植物志）、山黃連、水黃連、羊不吃，为罂粟科紫堇属下的一个种。

## 扩展阅读
- 維基物種上的相關：紫堇